# Mispila obliquevittata
Mispila obliquevittata är en skalbaggsart som beskrevs av Stefan von Breuning 1940. Mispila obliquevittata ingår i släktet Mispila och familjen långhorningar. Inga underarter finns listade i Catalogue of Life.